# أليكس رايت
أليكس رايت (بالإنجليزية: Alex Wright)‏ (1930 - 12 يناير 2000 في المملكة المتحدة) هو مدرب كرة قدم ولاعب كرة قدم بريطاني في مركز مهاجم داخلي. لعب مع نادي بارتيك ثيسل ونادي إيست فيف.